# Idiocerus laticeps
Idiocerus laticeps är en insektsart som beskrevs av Walker 1870. Idiocerus laticeps ingår i släktet Idiocerus och familjen dvärgstritar. Inga underarter finns listade i Catalogue of Life.